# غونادوريلين
غونادوريلين (بالإنجليزية: Gonadorelin)‏ هو دواء يُستعمل في علاج:
- انقطاع الحيض[8]